# (4972) Pachelbel
(4972) Pachelbel (1989 UE7) – planetoida z pasa głównego asteroid okrążająca Słońce w ciągu 5,52 lat w średniej odległości 3,12 j.a. Odkryta 23 października 1989 roku.